# Бистра (планина)
 Тази статия е за планината.  За други значения вижте Бистра.  
Бистра е планина в Северна Македония, която граничи с шест други планини – Шар, Буковик, Стогово, Кърчин, Дешат и Кораб. Бистра има много върхове високи над 2000 метра, а най-високият ѝ връх е Меденица (2163 метра). Изкачването му става от най-известното близко село Галичник.
Планината е богата на пасища, а варовиковата ерозия е причина за многото варовикови полета. Най-известните пещери в нея са Алилица и Калина дупка. В Бистра има развит скиорски център. Тя граничи с Мавровското езеро и част от нея принадлежи към национален парк Маврово.